# Giosia Acquaviva
Giosia Acquaviva (Teramo, 1399 – Cellino Attanasio, 22 agosto 1462) è stato un nobile e condottiero italiano.
Fu 6º duca di Atri, conte di San Flaviano e signore di Acquaviva Picena, Bellante, Canzano, Castellalto, Corropoli, Guardia Vomano, Jesi, Montepagano, Notaresco, Padula, Roseto, Silvi, Teramo e Tortoreto.

## Biografia
Nato a Teramo nel 1399 da Andrea Matteo I Acquaviva e Caterina Tomacelli, sin da giovane venne avviato alla carriera militare. Nel 1408 per vendicare l'uccisione del padre prese parte a Teramo alla strage dei Melatini. Nel 1424, rappacificatosi con i Melatini, divenne governatore di Teramo con il beneplacito della regina del Regno di Napoli Giovanna II d'Angiò-Durazzo. Sempre nello stesso periodo, mortogli il nipote Andrea Matteo II Acquaviva, ne ereditò i feudi. Dopo non molto tempo gli si rivoltarono contro i Melatini, ma Giosia seppe reagire efficacemente: fece impiccare 13 membri della fazione.
Entrato nel 1426 nella compagnia di ventura di Jacopo Caldora, conquistò Ascoli Piceno, Acquaviva Picena e Jesi, a discapito di Obizzo da Carrara. Dal 1433 al 1435 fu al servizio del ducato di Milano di Filippo Maria Visconti. Morta la regina partenopea nel 1435, si schierò con gli Aragonesi di Alfonso V d'Aragona contro Renato d'Angiò-Valois, pretendenti al trono del Regno di Napoli, prendendo subito parte all'assedio di Gaeta e alla battaglia navale di Ponza, dove fu catturato dall'esercito della Repubblica di Genova. Liberato poco dopo dal duca di Milano, fronteggiò in maniera altalenante insieme a Niccolò Piccinino ed Ardizzone da Carrara i condottieri Jacopo Caldora, Francesco Sforza ed Alessandro Sforza.
Nel 1440 nei pressi di Cellino Attanasio e Montefino contrastò con Raimondo Caldora e Riccio da Montechiaro Alessandro Sforza e Cesare da Martinengo; assediò insieme a loro Ortona, ma furono sconfitti e, tra i due, fu l'unico che riuscì a salvarsi con la fuga, riparando a Chieti. Assediò poi i feudi ribelli di Giulianova e Teramo, riuscendo a recuperarli e a stabilirsi a Cellino Attanasio con la famiglia. Verso l'ottobre del 1458 si schierò con Giovanni d'Angiò-Valois contro il re Ferrante d'Aragona e nel luglio del 1460 prese parte alla battaglia del Tordino, venendo assalito da Alessandro Sforza, Federico da Montefeltro, Matteo di Capua e Ludovico Malvezzi e perdendo numerose località. Rifugiatosi con la famiglia a Cellino Attanasio, morì di peste il 22 agosto 1462.

## Ascendenza
|                           |                   |                        | Genitori                  |  |  | Nonni |  |  | Bisnonni         |  |  | Trisnonni           |  |
|                           |                   |                        |                           |  |  |       |  |  | Matteo Acquaviva |  |  | Francesco Acquaviva |  |
|                           |                   |                        |                           |  |  |       |  |  | Matteo Acquaviva |  |  | Francesco Acquaviva |  |
|                           |                   | Giovanna di Sangiorgio |                           |  |  |       |  |  | Matteo Acquaviva |  |  |                     |  |
| Antonio Acquaviva         |                   |                        |                           |  |  |       |  |  | Matteo Acquaviva |  |  |                     |  |
|                           |                   | Jacopa Sanseverino     | ?                         |  |  |       |  |  |                  |  |  |                     |  |
|                           |                   | Jacopa Sanseverino     | ?                         |  |  |       |  |  |                  |  |  |                     |  |
|                           |                   | Jacopa Sanseverino     | ?                         |  |  |       |  |  |                  |  |  |                     |  |
| Andrea Matteo I Acquaviva |                   | Jacopa Sanseverino     |                           |  |  |       |  |  |                  |  |  |                     |  |
|                           |                   | Restaino Cantelmo      | Giacomo Cantelmo          |  |  |       |  |  |                  |  |  |                     |  |
|                           |                   | Restaino Cantelmo      | Giacomo Cantelmo          |  |  |       |  |  |                  |  |  |                     |  |
|                           |                   | Restaino Cantelmo      | Filippa di Reale          |  |  |       |  |  |                  |  |  |                     |  |
| Ceccarella Cantelmo       |                   | Restaino Cantelmo      |                           |  |  |       |  |  |                  |  |  |                     |  |
|                           |                   | Tommasa di Raiano      | ?                         |  |  |       |  |  |                  |  |  |                     |  |
|                           |                   | Tommasa di Raiano      | ?                         |  |  |       |  |  |                  |  |  |                     |  |
|                           |                   | Tommasa di Raiano      | ?                         |  |  |       |  |  |                  |  |  |                     |  |
| Giosia Acquaviva          |                   | Tommasa di Raiano      |                           |  |  |       |  |  |                  |  |  |                     |  |
|                           | Giacomo Tomacelli | Nardello Tomacelli     |                           |  |  |       |  |  |                  |  |  |                     |  |
|                           | Giacomo Tomacelli | Nardello Tomacelli     |                           |  |  |       |  |  |                  |  |  |                     |  |
|                           | Giacomo Tomacelli | ?                      |                           |  |  |       |  |  |                  |  |  |                     |  |
| Andrea Tomacelli          | Giacomo Tomacelli |                        |                           |  |  |       |  |  |                  |  |  |                     |  |
|                           |                   | Verdella Caracciolo    | Nicolò "Viola" Caracciolo |  |  |       |  |  |                  |  |  |                     |  |
|                           |                   | Verdella Caracciolo    | Nicolò "Viola" Caracciolo |  |  |       |  |  |                  |  |  |                     |  |
|                           |                   | Verdella Caracciolo    | Margherita Ruffo          |  |  |       |  |  |                  |  |  |                     |  |
| Caterina Tomacelli        |                   | Verdella Caracciolo    |                           |  |  |       |  |  |                  |  |  |                     |  |
|                           |                   | ?                      | ?                         |  |  |       |  |  |                  |  |  |                     |  |
|                           |                   | ?                      | ?                         |  |  |       |  |  |                  |  |  |                     |  |
|                           |                   | ?                      | ?                         |  |  |       |  |  |                  |  |  |                     |  |
| Jacopa di Vico            |                   | ?                      |                           |  |  |       |  |  |                  |  |  |                     |  |
|                           |                   | ?                      | ?                         |  |  |       |  |  |                  |  |  |                     |  |
|                           |                   | ?                      | ?                         |  |  |       |  |  |                  |  |  |                     |  |
|                           |                   | ?                      | ?                         |  |  |       |  |  |                  |  |  |                     |  |
|                           |                   | ?                      |                           |  |  |       |  |  |                  |  |  |                     |  |

## Discendenza
Confusionarie risultano le notizie sul numero e sull'identità delle mogli avute da Giosia Acquaviva. Quanto al numero, pare che ne abbia avute almeno due, mentre riguardo alla loro identità nelle fonti sia dell'epoca che moderne i nomi che si rinvengono sono quelli di Antonella Migliorati, di Lisa Sforza, di Maria Caldora, di Margherita Riccardi e di una dama della casata dei Da Carrara. Da una di queste (le più papabili la Migliorati o la Riccardi) ha avuto i suoi due unici figli Giulio Antonio, che gli successe nei beni, e Giovanni Antonio, di cui si hanno scarse notizie.